# 입체구조

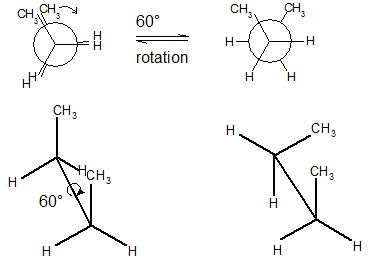
하나의 입체구조를 다른 입체구조로 상호변환하기 위한 뷰테인의 단일 결합에 대한 회전. 오른쪽의 고슈 형태는 형태 이성질체이고, 왼쪽의 중첩형 입체형태는 형태 이성질체 사이의 전이 상태이다.

입체구조(立體構造, 영어: conformation)는 단일 결합에 대한 회전이 자유롭기 때문에 공유 결합을 파괴하지 않고 공간 내에서 여러 가지 구조를 취할 수 있는, 상호변환이 가능한 원자들의 공간적인 배치를 의미한다. 입체형태(立體形態)라고도 한다. 단일 결합에 대한 회전에 의해 서로 다른 분자 내에서 원자들의 두 가지 배열은 다른 입체구조로 지칭될 수 있지만 퍼텐셜 에너지 곡면의 국부적인 최소값에 해당하는 입체형태를 구체적으로 형태 이성질체(形態異性質體, 영어: conformational isomer 또는 conformer)라고 한다.

## 같이 보기
- 입체배치